# Фонд Pristanište
Фонд Pristanište (черног. Pristanište) — благотворительный некоммерческий фонд в Черногории со штаб-квартирой в городе Будва. Основан 5 марта 2022 года в ответ на начало российской агрессии против Украины, которая спровоцировала эмиграцию граждан Украины и России в другие страны. Цель фонда — помощь украинским беженцам, а также россиянам и белорусам, покинувшим свои страны из-за своей антивоенной позиции.
Вся помощь в Pristanište оказывается в основном усилиями волонтёров. Сообщество волонтеров Pristanište объединяет украинцев, россиян и белорусов для помощи друг другу (так называемая тьютор-система, когда волонтеры с опытом помогают вновь прибывшим). Pristanište предоставляет беженцам временный дом, необходимые продукты и вещи. Фонд также консультирует переселенцев по вопросам легализации, помогает в поиске жилья и работы, оказывает психологическую помощь. Кроме того, Pristanište организует культурные мероприятия, спортивные секции для детей и взрослых.
С марта 2022 года по март 2024 года в Pristanište получили помощь 2873 человека. 1036 из них было предоставлено временное жильё в доме фонда. Волонтёры (в том числе психологи) провели более 500 лекций, мастер-классов и занятий (в том числе 130 часов психологических консультаций, групповых сессий и тренингов).

## Руководство и учредители
Исполнительный директор фонда — Светлана Шмелева, российская активистка, участвовавшая в протестных кампаниях в защиту политзаключённых в России и Украине. Учредители фонда: Драган Жаркович, Олег Репс, Вячеслав Таран, Александр Шмелев, Владимир Шмелев.

## Создание фонда
Pristanište было задумано как ответ на нападение России на Украину 24 февраля 2022 года и появление в Черногории украинских и российских беженцев. Вскоре после начала войны были сняты первые апартаменты, 5 марта 2022 года приехали первые беженцы, и эта дата стала днем рождения Pristanište. Затем была получена государственная регистрация в качестве благотворительного фонда.

## Цели работы
Главная цель Pristanište — помощь украинским беженцам, а также россиянам и белорусам, покинувшим свои страны из-за своей антивоенной позиции. Еще одна цель — создание и расширение сообщества волонтеров из России, Украины, Белоруссии, помогающих друг другу.

## Финансирование
Первыми благотворителями фонда стали учредители группы компаний Forex Club Олег Репс и Вячеслав Таран. С 2023 года Pristanište проводит мероприятия и собирает на них пожертвования. Кроме того, фонд принимает пожертвования на свой банковский счёт через системы PayPal и GoFundMe.

## Виды помощи
Pristanište предлагает три основных вида помощи в Черногории:
- предоставление временного жилья (обычно на срок до двух недель);
- психологическая помощь;
- консультация по вопросам жизни в Черногории, включая трудоустройство, поиск жилья и получение ВНЖ.

Дополнительная или более сложная помощь предоставляется по запросу.

## Проекты

### Образование для детей-беженцев
В Черногории есть государственные и частные школы, а также частные детские сады. Pristanište предоставляет информацию о системе образования в Черногории, а также помогает с финансированием учебы. Кроме того, дети при поддержке фонда посещают инклюзивные летние лагеря, а также программы адаптации и языковые курсы. Возможно также оказание психологической помощи. За первые два года работы 44 детям оплатили занятие в русскоязычном детском саду, школе и на кружках.

### Podrum
Концертное пространство фонда Pristanište в разных городах Черногории. В рамках проекта проходят благотворительные выступления известных артистов и музыкантов, общественных деятелей, журналистов. С марта 2022 по март 2024 года проектом Podrum было проведено 157 мероприятий, на которых выступили более 50 артистов, музыкантов и лекторов.

### «Поспать в тишине»
Специальная программа реабилитации для украинских и белорусских волонтеров и активистов. Те, кто больше не может находиться в воюющей стране либо в лагере для беженцев, приезжают в Pristanište, чтобы хоть немного времени провести в спокойной обстановке у моря. Стандартный срок — две недели.

### Уроки черногорского языка
Для волонтеров Pristanište проводятся регулярные бесплатные занятия по обучению черногорскому языку, которые ведут носители языка либо люди, в совершенстве изучившие его.

## Медиа
- Об акции «Возвращение имён» (Radio Slobodna Evropa), 30 октября 2024 года
- Oasis on the Adriatic where Ukrainians and Russians have gone to escape war (BBC News), 7 октября 2024 года
- «В доме фонда Пристанище нашли временное жильё 1268 человек» (CDM, 6 сентября 2024 года)
- RT Nikšić: Во временном доме фонда Пристанище
- Репортаж ETV о Пристанище
- Что происходит с шелтерами для релокантов («Сибирь. Реалии», «Настоящее время»), 19-21 августа 2024 года
- Сюжет «Настоящего времени» о шелтерах для релокантов
- Документальный фильм Таи Зубовой «Территория без войны», 21 февраля 2024 года
- «Пристанище» (Ирина Халип, «Новая газета. Европа»), 3 января 2024 года
- «Совещательная комната» со Светланой Шмелёвой («Новая газета»), 29 сентября 2023 года
- Интервью Светланы Шмелёвой в проекте «Очевидцы» (TV2), 17 июля 2023 года
- «Нам всё равно, где теперь. Главное, что мы в безопасности» (Журнал «Деньги»), 17 мая 2023 года
- «Pristanište — это территория, где нет войны» (Posle.media), 12 марта 2023 года
- Владимир Шмелёв о Пристанище (Эфир на TVE), 11 марта 2023 года
- «Сообщество — это суперсила» (syg.ma), 29 сентября 2022 года
- Russian Activists Turn to Crypto for Donations to Aid Ukraine Refugees (Consensus Magazine), 18 июля 2022 года
- Сюжет о фонде Пристанище (RTCG), 22 июня 2022 года
- «Россияне помогают украинцам в Черногории» (Radio Slobodna Evropa), 22 июня 2022 года
- Репортаж RTV Budva о благотворительной пасхальной ярмарке фонда, 22 июня 2022 года
- «Сбежавшие из ада» (Idel.Реалии), 5 мая 2022 года
- Интервью Александра Шмелёва блогеру Герману Рычкову о Пристанище, 4 мая 2022 года
- «Никакого „спасибо“ мы не заслуживаем» (Илья Азар, «Новая газета. Европа»), 2 мая 2022 года
- «Pristanište: Будто мы немножко волшебники» (Idel.Реалии), 15 апреля 2022 года